# Università degli Studi di Cassino e del Lazio Meridionale
L’Università degli Studi di Cassino e del Lazio Meridionale (acronimo: Unicas) è un'università statale italiana fondata nel 1979 a Cassino in provincia di Frosinone nel Lazio.

## Identità visiva
Il logo dell'Università ha subito un restyiling nel 2009. Esso raffigura un sole immerso in una notte stellata e, al suo interno, il motto dell'Ateneo "Sol per noctem". Il riferimento è a una prodigiosa apparizione notturna del sole a Cassino in una notte del 166 a.C. narrata da Giulio Ossequente, Liber prodigiorum, 12. Più esternamente si può leggere “UNIVERSITÀ DI CASSINO” ed in basso il suo anno di fondazione “1979”. La differenza sostanziale con il simbolo precedente è la traduzione dal latino all'italiano della scritta “STUDIORUM UNIVERSITAS CASSINAS”, lo spostamento dell'anno di fondazione dall'interno del simbolo all'esterno, usando la numerazione araba al posto di quella romana e infine eliminazione della scritta “A. U. C. - DLXXXVIII” (Anno 588 Ab Urbe condita). Sempre a fine 2009 i due loghi sono anche divenuti marchi d'impresa dell'Università di Cassino.

## Storia
L'Università venne istituita con legge 3 aprile 1979 n. 122 sulla scorta di precedenti iniziative concretizzatesi tra il 1964 e il 1968 con la fondazione prima di un Istituto pareggiato di magistero e poi del Consorzio universitario cassinate.
Per via della sua posizione geografica strategica sull'antica via Casilina che collega Roma a Napoli, essa è il punto di incontro tra le città del Lazio meridionale, della Campania e del Molise dalle quali canalizza la maggior parte degli studenti anche grazie alla tradizione umanistica e culturale portata avanti nei secoli dall'abbazia di Montecassino.

## Struttura
A seguito della riforma del sistema universitario nazionale, varata nel 2010, sono stati istituiti i seguenti dipartimenti:
- Economia e giurisprudenza
- Ingegneria civile e meccanica
- Ingegneria elettrica e dell'informazione
- Lettere e filosofia
- Scienze umane, sociali e della salute

## Sedi
L'università degli Studi di Cassino ha come nucleo centrale della sua attività la città di Cassino, anche se ha diverse sedi distaccate.
Presso la località Folcara a Cassino è presente il Campus Folcara in cui sono raggruppate anche alcune facoltà ed il rettorato. L'edificio principale ospita il dipartimento di economia e giurisprudenza ed i corsi di laurea in scienze motorie e scienze infermieristiche (Università La Sapienza e Tor Vergata), una mensa, il bar, la copisteria d'Ateneo e la palestra.
Sono già state completate la palazzina delle residenze universitarie ed un campo sportivo polivalente. Sono in corso di realizzazione le altre palazzine che ospiteranno gli altri dipartimenti e la piazza centrale del campus.
Nel castello angioino-aragonese di Gaeta è presente una sala congressi dell'università.

Logo precedente dell'università

## Ricerca
L'ateneo cassinate è coinvolto in progetti internazionali come ad esempio: la fusione termonucleare controllata condotta da EURATOM o ad esempio per gli scavi archeologici in Sudan, sulle tombe dei ‘Faraoni Neri’. Ma la realizzazione forse più importante per l'Ateneo di Cassino è quella della realizzazione della più grande infrastruttura pubblica di rete a banda ultralarga, UnicasNet, di cui è proprietaria, per i servizi connessi ad Internet. Essa è stata completata ed è entrata in funzione alla fine del 2008 ed è stata interamente progettata dai ricercatori dell'ateneo cassinate per le esigenze di studio e di ricerca. Si estende per oltre 80 km ed è formata da oltre 5.700 km di cavi in fibra ottica che attraversano zone della provincia di Frosinone spesso neanche raggiunte dai servizi ADSL. L'obiettivo perseguito è quello di fornire opportunità di accesso ai servizi Internet di nuova generazione a gran parte degli abitanti della provincia. Grazie a questa infrastruttura presso l'Università di Cassino è stato attivato un sistema per lo streaming audio/video, che permette la trasmissione di una grande quantità di contenuti audiovisivi e che presto verrà utilizzato anche per la trasmissione in diretta su web di eventi che interessano l'Ateneo di Cassino. Presso la Facoltà di Lettere e Filosofia è stata fondata, dal Professore Antonio Fusco, la prima cattedra in Italia di Psicologia dell’Arte e della Letteratura. 

### Biblioteche

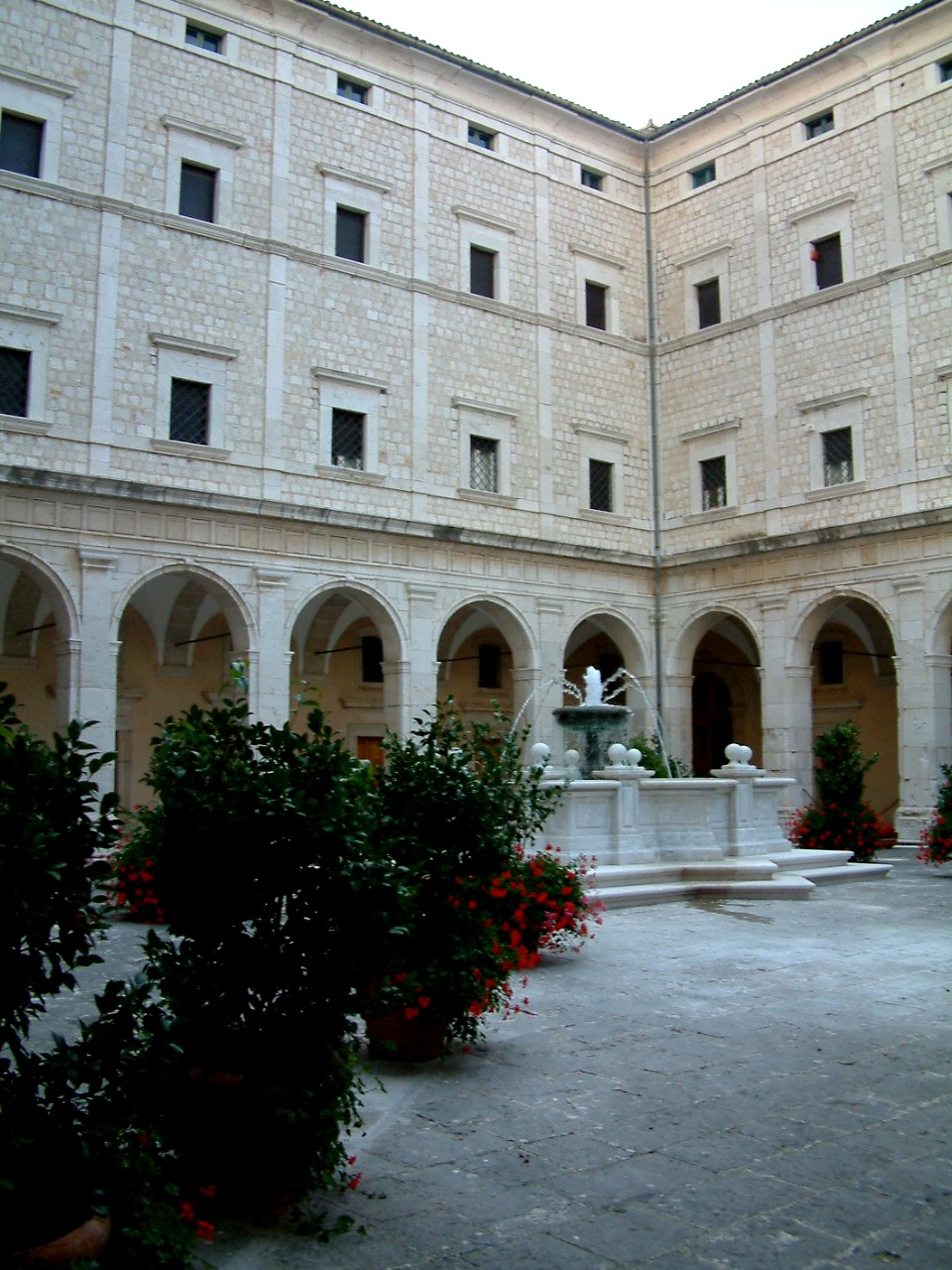
La biblioteca del monastero di Montecassino.

- Area Giuridico-Economica, biblioteca Guido Varlese: si trova presso il Polo Folcara e contiene circa 30.000 volumi (monografie ed opere collettive) e oltre 350 abbonamenti a periodici italiani e stranieri. La biblioteca dispone di una sala di consultazione da 90 posti, dotata di postazioni di accesso ad Internet per la consultazione del catalogo on line e delle risorse elettroniche[9].
- Area Ingegneristica: possiede oltre 6.000 volumi specifici per le discipline dell'ingegneria, oltre a quasi 200 abbonamenti a periodici e alla raccolta completa delle norme CEI e UNI. La biblioteca, che si trova al primo piano della Facoltà di Ingegneria, dispone di una sala di consultazione da 60 posti, dotata di postazioni di accesso ad Internet per la consultazione del catalogo on line e delle risorse elettroniche[10].
- Area Umanistica: comprende attualmente circa 56.000 volumi e 600 riviste in abbonamento. La biblioteca (sita presso la sede di via Zamosch) dispone di una sala da 64 posti[11].

## Rettori
- Mariano Cristaldi (1982-1985)
- Piergiorgio Parroni[12] (1985-1990)
- Federico Rossi (1990-1996)
- Oronzo Pecere[13] (1996-2001)
- Paolo Vigo[14] (2001-2009)
- Ciro Attaianese[15] (2009-2015)
- Giovanni Betta (dal 2015-2021)
- Marco Dell'Isola (dal 2021)